# 1946-os Copa América
Az 1946-os Dél-amerikai Válogatottak Bajnoksága a 19. dél-amerikai kontinenstorna volt. Argentínában rendezték, és a hazai csapat győzelmével ért véget a torna.

## Résztvevők
| - Argentína - Bolívia - Brazília | - Chile - Paraguay - Uruguay |

Ecuador, Kolumbia és Peru visszalépett.

## Eredmények
A hat résztvevő válogatott egy csoportban, körmérkőzéses formában mérkőzött meg egymással. A csoport élén végzett csapat nyerte meg a kontinensviadalt.

### Mérkőzések
| 1946. január 12. |

| Argentína                 | 2–0   | Paraguay |
| ------------------------- | ----- | -------- |
| De la Mata 6' Martino 43' | (2–0) |          |

| Estadio Monumental, Buenos Aires Nézőszám: 70 000 Játékvezető: Mario Viana (brazil) |

| 1946. január 16. |

| Brazília                   | 3–0   | Bolívia |
| -------------------------- | ----- | ------- |
| Heleno 47' 78' Zizinho 65' | (0–0) |         |

| Gasómetro de Boedo, Buenos Aires Nézőszám: 50 000 Játékvezető: José Bartolomé Macías (argentin) |

| 1946. január 16. |

| Uruguay    | 1–0   | Chile |
| ---------- | ----- | ----- |
| Medina 34' | (1–0) |       |

| Gasómetro de Boedo, Buenos Aires Nézőszám: 50 000 Játékvezető: Mario Viana (brazil) |

| 1946. január 19. |

| Chile                   | 2–1   | Paraguay  |
| ----------------------- | ----- | --------- |
| Araya 48' Cremaschi 68' | (0–1) | Rolón 14' |

| Gasómetro de Boedo, Buenos Aires Nézőszám: 60 000 Játékvezető: Nobel Valentini (uruguayi) |

| 1946. január 19. |

| Argentína                                                  | 7–1   | Bolívia    |
| ---------------------------------------------------------- | ----- | ---------- |
| Labruna 34' 89' Méndez 39' 60' Salvini 75' 84' Loustau 79' | (2–0) | Peredo 67' |

| Gasómetro de Boedo, Buenos Aires Nézőszám: 65 000 Játékvezető: Higinio Madrid (chilei) |

| 1946. január 23. |

| Brazília                         | 4–3   | Uruguay                    |
| -------------------------------- | ----- | -------------------------- |
| Jair 1' 16' Heleno 39' Chico 44' | (4–2) | Medina 25' 70' Vázquez 37' |

| Gasómetro de Boedo, Buenos Aires Nézőszám: 40 000 Játékvezető: Cayetano de Nicola (paraguayi) |

| 1946. január 26. |

| Paraguay                                       | 4–2   | Bolívia                          |
| ---------------------------------------------- | ----- | -------------------------------- |
| Genés 30' Benítez Cáceres 44' Villalba 67' 88' | (2–2) | Coronel 20' (öngól) González 42' |

| Estadio Monumental, Buenos Aires Nézőszám: 80 000 Játékvezető: José Bartolomé Macías (argentin) |

| 1946. január 26. |

| Argentína                     | 3–1   | Chile         |
| ----------------------------- | ----- | ------------- |
| Labruna 39' 60' Pedernera 65' | (1–0) | Alcántara 85' |

| Estadio Monumental, Buenos Aires Nézőszám: 80 000 Játékvezető: Nobel Valentini (uruguayi) |

| 1946. január 29. |

| Uruguay                          | 5–0   | Bolívia |
| -------------------------------- | ----- | ------- |
| Medina 1' 25' 30' 78' García 75' | (3–0) |         |

| Estadio Independiente, Avellaneda Nézőszám: 30 000 Játékvezető: Higinio Madrid (chilei) |

| 1946. január 29. |

| Brazília    | 1–1   | Paraguay     |
| ----------- | ----- | ------------ |
| Norival 63' | (0–1) | Villalba 31' |

| Estadio Independiente, Avellaneda Nézőszám: 30 000 Játékvezető: José Bartolomé Macías (argentin) |

| 1946. február 2. |

| Argentína                           | 3–1   | Uruguay      |
| ----------------------------------- | ----- | ------------ |
| Pedernera 8' Labruna 46' Méndez 72' | (1–0) | Riephoff 59' |

| Gasómetro de Boedo, Buenos Aires Nézőszám: 80 000 Játékvezető: Mario Viana (brazil) |

| 1946. február 2. |

| Brazília                         | 5–1   | Chile                  |
| -------------------------------- | ----- | ---------------------- |
| Zizinho 4' 41' 46' 71' Chico 89' | (2–0) | Salfate 84' (11-esből) |

| Gasómetro de Boedo, Buenos Aires Nézőszám: 22 000 Játékvezető: Nobel Valentini (uruguayi) |

| 1946. február 8. |

| Chile                          | 4–1   | Bolívia    |
| ------------------------------ | ----- | ---------- |
| Araya 9' 39' Cremaschi 49' 78' | (2–0) | Peredo 50' |

| Gasómetro de Boedo, Buenos Aires Nézőszám: 18 000 Játékvezető: José Bartolomé Macías (argentin) |

| 1946. február 8. |

| Paraguay                   | 2–1   | Uruguay        |
| -------------------------- | ----- | -------------- |
| Villalba 37' Rodríguez 75' | (1–0) | Schiaffino 57' |

| Gasómetro de Boedo, Buenos Aires Nézőszám: 18 000 Játékvezető: Mario Viana (brazil) |

| 1946. február 10. |

| Argentína      | 2–0   | Brazília |
| -------------- | ----- | -------- |
| Méndez 14' 20' | (1–0) |          |

| Estadio Monumental, Buenos Aires Nézőszám: 80 000 Játékvezető: Nobel Valentini (uruguayi) |

### Végeredmény
A hazai csapat eltérő háttérszínnel kiemelve.
| Helyezés | Nemzet    | M | Gy | D | V | G+ | G– | Gk  | P  |
| -------- | --------- | - | -- | - | - | -- | -- | --- | -- |
| Arany    | Argentína | 5 | 5  | 0 | 0 | 17 | 3  | +14 | 10 |
| Ezüst    | Brazília  | 5 | 3  | 1 | 1 | 13 | 7  | +6  | 7  |
| Bronz    | Paraguay  | 5 | 2  | 1 | 2 | 8  | 8  | 0   | 5  |
| 4.       | Uruguay   | 5 | 2  | 0 | 3 | 11 | 9  | +2  | 4  |
| 5.       | Chile     | 5 | 2  | 0 | 3 | 8  | 11 | –3  | 4  |
| 6.       | Bolívia   | 5 | 0  | 0 | 5 | 4  | 23 | –19 | 0  |

| Az 1946-os Dél-amerikai Válogatottak Bajnoksága győztese |
| -------------------------------------------------------- |
| ARGENTÍNA 8. cím                                         |

### Gólszerzők
| 7 gólos - José María Medina 5 gólos - Ángel Labruna - Norberto Méndez - Zizinho 4 gólos - Juan Bautista Villalba 3 gólos - Heleno - Jorge Araya - Atilio Cremaschi | 2 gólos - Adolfo Pedernera - Juan Carlos Salvini - Miguel Peredo - Chico - Jair 1 gólos - Vicente De la Mata - Félix Loustau - Rinaldo Martino - Zenón González - Norival | 1 gólos (folytatás) - Juan Alcántara - Santiago Salfate - Delfín Benítez Cáceres - Alejandrino Genés - Albino Rodríguez - Porfirio Rolón - José García - José Antonio Vázquez - Juan Pedro Riephoff - Raúl Schiaffino Öngólos - Juan Bautista Coronel ( Bolívia ellen) |

## Külső hivatkozások
- 1946 South American Championship